# Аронія
Аронія (Aronia) (англ. chokeberry) — рід листяних чагарників родини Трояндових, батьківщиною яких є Схід Північної Америки. Ці рослини найчастіше зустрічаються у вологих лісах та болотах. Вважається, що рід містить два або три види, один з яких натуралізований у Європі. Четверта форма, яка давно культивується під назвою Аронія , зараз вважається міжгенеральним гібридом, Sorbaronia mitschurinii.
В Україні більш відомий вид аронія чорноплідна.
Аронію вирощують як декоративні рослини та як харчові продукти. Кислі ягоди аронії можна їсти сирими з куща, але частіше їх обробляють. Їх можна знайти у вині, варенні, сиропах, соках, м'яких спредах, чаї, сальсі, гострих закусках, екстрактах, пиві, морозиві, жуйках та настоянках.
Англійська назва аронії — англ. chokeberry походить від терпкості плодів, які створюють відчуття, як зробити у роті зморшки.
Аронію часто помилково називають черемха виргинська, особливо чорну аронію. Ягоди аронії та черемхи містять поліфенольні сполуки, такі як антоціани, проте ці дві рослини є віддаленими родинами родини Rosaceae.

## Ідентифікація та систематика
Листя чергове, просте, і обратноланцетовідне з городчатими краями і перистим жилкуванням; восени листя набуває сильний червоний колір. Темні трихоми присутні на поверхні верхньої середньої жилки. Квітки невеликі, з 5 пелюстками і 5 чашолистками, і ростуть разом у 10–25 щитках. Гіпантій у формі урни. Плід — це невелике яблучко (плід з м'коттю), з терпким смаком.
Аронія вважалося тісно пов'язана з Photinia, і була включена в цьому роді в деяких класифікаціях,, але ботанік Корнеліс Калкман зауважив, що комбінований рід повинен бути під древнім назвою Aronia. Комбінований рід містить близько 65 видів. У 2004 році Калкман висловив сумнів у монофілії об'єднаної групи, і нові молекулярні дослідження це підтверджують. Вони не розміщують цих двох родів разом або навіть поруч один з одним.
На сході Північної Америки розповсюджені два відомі види, названі на честь їх фруктового забарвлення, червона аронія і чорна аронія, а також фіолетова аронія, походження якої є природний гібрид двох попередніх. Четвертий вид, Aronia mitschurinii, який, мабуть, зародився при культивуванні, також відомий як Sorbaronia mitschurinii.
| Квіти | Фрукти | Наукова назва                              | Звичайне ім'я    | Опис | Поширення |
| ----- | ------ | ------------------------------------------ | ---------------- | --- | --- |
|       |        | Аронія арбутифолія (Photinia pyrifolia)    | Червона аронія   | виростає до 2–4 м заввишки, рідко до 6 м і шириною 1–2 м. Листя 5–8 см завширшки і густо опушені з нижньої сторони. Квітки білі або блідо-рожеві, 1 см шириною, із залозистими чашолистками. Плід червоний, 4–10 мм шириною, зберігається взимку. | Східна Канада та східна та центральна частини Сполучених Штатів, від східного Техасу до Нової Шотландії, у внутрішніх районах до Онтаріо, Огайо, Кентуккі та Оклахоми                                                               |
|       |        | Аронія меланокарпа (Photinia melanocarpa), | Чорна аронія     | Має тенденцію бути меншим, рідко перевищує 1 м заввишки і 3 м шириною, і швидко поширюється кореневими паростками. Листки дрібніші, не більше 6-сантиметрової ширини, з кінцевими залозами на листових зубцях і голистою нижньою стороною. Квітки білі, 1,5 см завширшки, з гладкими чашелистками. Плід чорний, 6–9 мм шириною, не зберігається взимку. | Східна Північна Америка, починаючи від Канади до центральної частини Сполучених Штатів, від Ньюфаундленду на заході до Онтаріо та Міннесоти, на південь аж до Арканзасу, Алабами та Грузії                                          |
|       |        | Aronia prunifolia (Photinia floribunda)    | Фіолетова аронія | Очевидно, зародився як гібрид чорної та червоної аронії, але, можливо, точніше вважати видовим видом, ніж гібрид (див. також невиди). Листя помірно опушені з нижньої сторони. На сепальної поверхні мало залоз. Плід темно-фіолетовий до чорного кольору, 7–10 мм в ширину, не зберігається взимку. Є популяції фіолетової аронії, яка, здається, є самодостатньою, незалежно від двох батьківських видів — включаючи інтродукований на півночі Німеччини, де не зустрічається жоден з батьків, — ведучий ботанік Алан Уеклі вважає його повноцінним видом, а не гібридом. Діапазон фіолетової аронії приблизно такий, як у чорної аронії; його можна знайти в районах (таких як Мічиган та Міссурі), де немає червоної аронії. | Східна Канада та східна та центральна частина Сполучених Штатів, від Нової Шотландії на захід до Онтаріо та Вісконсіна, на південь до Західної Південної Кароліни з ізольованим населенням, про що повідомляють у південній Алабамі |

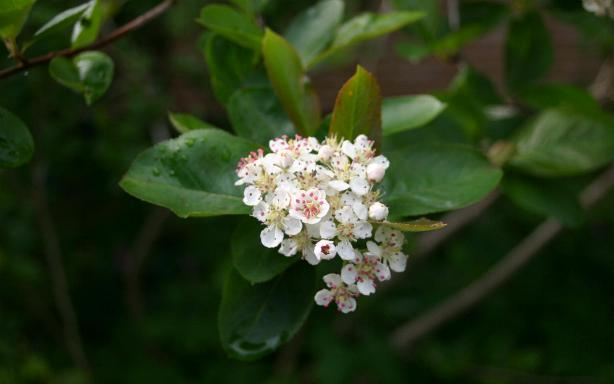
Квіти і листя аронії ( Aronia melanocarpa )
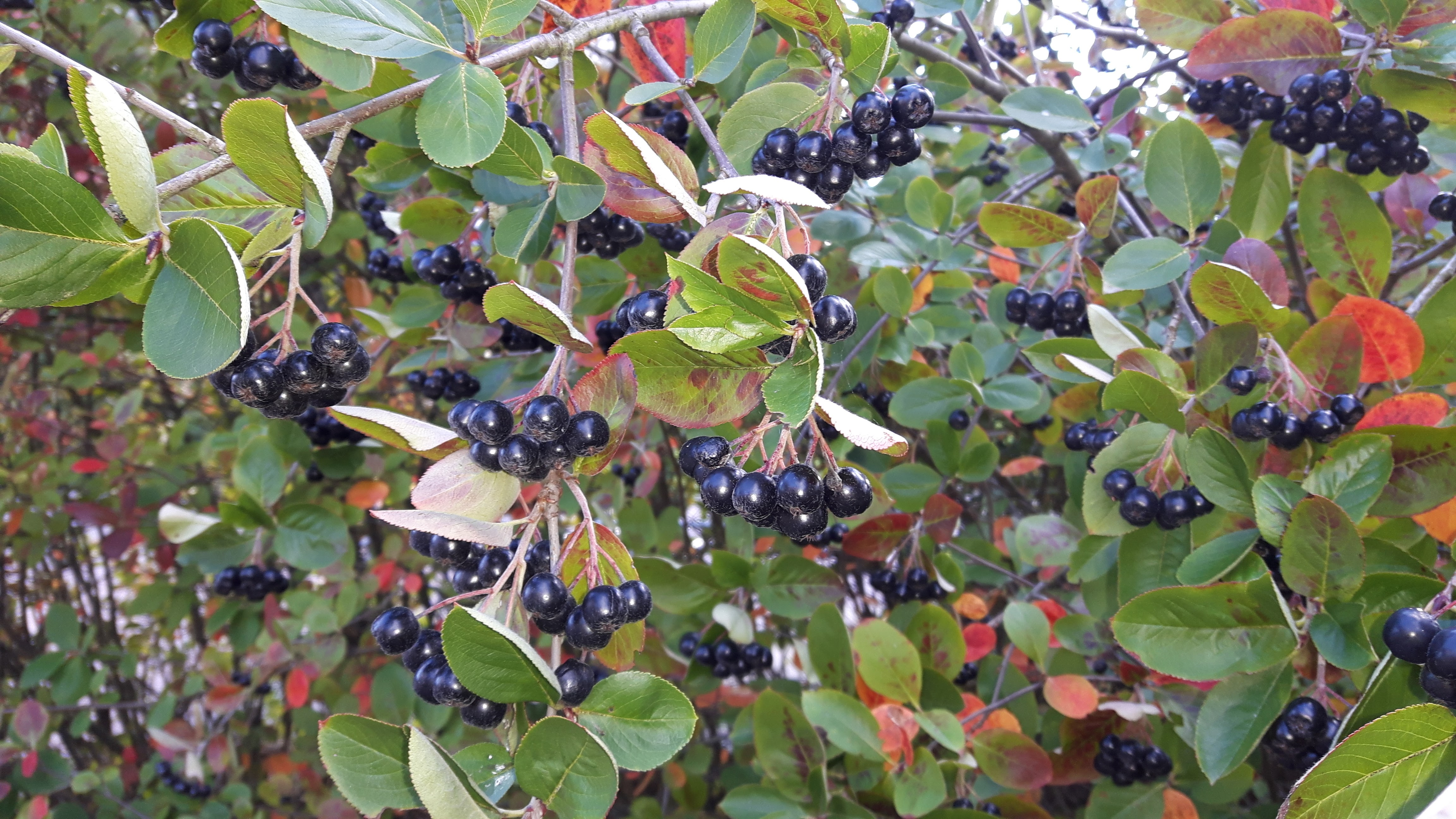
Фіолетова аронія ( Aronia prunifolia )
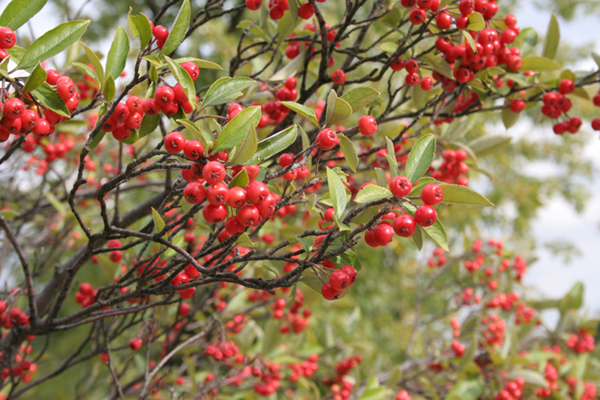
Червона аронія ( Aronia arbutifolia )

## Культивування
Рослини аронії добре ростуть як в рядах типу фруктових садів, так і в якості ландшафтних елементів, включаючи кілька сортів висотою від 1 до 3.5 метрів.

## Продукти та використання
Аронія — привабливі декоративні рослини для садів. Вони, природно, підпільні та лісові крайові рослини, і добре ростуть при посадці під деревами. Чорна аронія стійка до посухи, комах, забруднення та хвороб. Деякі сорти, включаючи A. arbutifolia 'Блискучий' та A. melanocarpa 'Осіння магія', були відібрані для їх вражаючого кольору осіннього листя.
Вино з аронії виробляють у Литві. У Польщі ягоди аронії додають у джеми та соки або сушать для приготування трав'яного чаю, який іноді змішують з іншими інгредієнтами, такими як чорна смородина. У Боснії та Герцеговині ягоди продають свіжими та замороженими або роблять соки, джеми та чаї. Аронія також використовується як ароматизатор або барвник для напоїв або йогуртів. Сік з стиглих ягід в'яжучий, напівсолодкий (помірний вміст цукру), кислуватий (низький рівень рН) і містить низький рівень вітаміну С. Ягоди мають терпкий присмак і, крім соку, можна додавати при випіканні хліба. У США та Канаді концентрат соку аронії використовується при виготовлені сокових сумішей.